# Temporada 1952-53 de l'NBA
La temporada 1952-53 de l'NBA fou la sèptima en la història de l'NBA. El Minneapolis Lakers fou el campió després de guanyar al New York Knicks per 4-1.

## Classificacions
Divisió Est
| Equip                 | V  | D  | %V   | P    |
| --------------------- | -- | -- | ---- | ---- |
| New York Knicks       | 47 | 23 | ,671 | -    |
| Syracuse Nationals    | 47 | 24 | ,662 | 0,5  |
| Boston Celtics        | 46 | 25 | ,648 | 1,5  |
| Baltimore Bullets     | 16 | 54 | ,229 | 31   |
| Philadelphia Warriors | 12 | 57 | ,174 | 34,5 |

Divisió Oest
| Equip                  | V  | D  | %V   | P    |
| ---------------------- | -- | -- | ---- | ---- |
| Minneapolis Lakers C   | 48 | 22 | ,686 | -    |
| Rochester Royals       | 44 | 26 | ,629 | 4    |
| Fort Wayne Pistons     | 36 | 33 | ,522 | 11,5 |
| Indianapolis Olympians | 28 | 43 | ,394 | 20,5 |
| Milwaukee Hawks        | 27 | 44 | ,380 | 21,5 |

* V: Victòries
* D: Derrotes
* %V: Percentatge de victòries
* P: Diferència de partits respecte al primer lloc
* C: Campió

## Estadístiques
| Categoria                   | Jugador                   | Equip                                | Mitjana/% |
| --------------------------- | ------------------------- | ------------------------------------ | --------- |
| Punts per partit            | Neil Johnston             | Philadelphia Warriors                | 22,3      |
| Rebots per partit           | George Mikan              | Minneapolis Lakers                   | 14,4      |
| Assistències per partit     | Bob Cousy                 | Boston Celtics                       | 7,7       |
| Percentatge de tirs de camp | Ed Macauley Neil Johnston | Boston Celtics Philadelphia Warriors | 45,2      |
| Percentatge de tirs lliures | Bill Sharman              | Boston Celtics                       | 85,0      |

## Premis
- Rookie de l'any
  -  Don Meineke (Fort Wayne Pistons)

- Primer quintet de la temporada
  - George Mikan, Minneapolis Lakers
  - Neil Johnston, Philadelphia Warriors
  - Bob Cousy, Boston Celtics
  - Ed Macauley, Boston Celtics
  - Dolph Schayes, Syracuse Nationals

- Segon quintet de la temporada
  - Bob Davies, Rochester Royals
  - Bill Sharman, Boston Celtics
  - Vern Mikkelsen, Minneapolis Lakers
  - Andy Phillip, Philadelphia Warriors
  - Bob Wanzer, Rochester Royals